# Os Anos JK – Uma Trajetória Política
Os Anos JK - Uma trajetória política és una pel·lícula documental brasilera de 1980, dirigida per Silvio Tendler.
La pel·lícula està narrada per l'actor Othon Bastos i va comptar amb la participació d'alguns polítics, entre ells Tancredo Neves, Renato Archer, Magalhães Pinto i Henrique Teixeira Lott.

## Argument
La pel·lícula narra la trajectòria del president brasiler Juscelino Kubitschek, des del seu debut com a polític, passant per la construcció de Brasília fins a la pèrdua dels drets polítics pel cop d'estat de 1964.

## Premis
Festival de Gramado 1980
- Premi Especial del Jurat i Millor Muntatge

Troféu APCA 1981
- Millor Muntatge

Outros prêmios
- Troféu Margarida de Prata - CNBB (1980)
- Prêmio São Saruê – FCCRJ (1981)
- Prêmio de Qualidade – Concine (1980)

## Taquilla
La pel·lícula va ser la tercera pel·lícula més taquillera de la història per a un documental brasiler, amb 800.000 espectadors. La primera i la segona pel·lícula de la llista de documentals més taquillera també són de Silvio Tendler O Mundo Mágico dos Trapalhões, amb un milió i 800 mil espectadors, i Jango, amb un milió d'espectadors.